# Sjuzjet dlja nebolsjogo rasskaza
Sjuzjet dlja nebolsjogo rasskaza (russisk: Сюжет для небольшого рассказа) er en sovjetisk-fransk spillefilm fra 1969 af Sergej Jutkevitj.

## Medvirkende
- Nikolaj Grinko som Anton Pavlovitj Tjekhov
- Marina Vlady som Lika Mizinova
- Ija Savvina som Marija Pavlovna Tjekhova
- Rolan Bykov som Mikhail Pavlovitj Tjekhov
- Aleksandra Panova som Jevgenija Jakovlevna Tjekhova